# Geringde slangaal
De geringde slangaal (Myrichthys colubrinus) is een straalvinnige vissensoort uit de familie van de slangalen (Ophichthidae). De wetenschappelijke naam van de soort is voor het eerst geldig gepubliceerd in 1781 door Pieter Boddaert.

## Uiterlijke kenmerken
Deze aal heeft 25 tot 32 zwarte en witte dwarsbanden over zijn gehele lichaam. De aal imiteert de in zee levende, zeer giftige slangen die tot het geslacht van de platstaarten (Laticauda) behoren. De wetenschappelijke soortnaam colubrinus betekent 'slangachtig'. De aal heeft een verharde staartpunt, waarmee hij zich achterwaarts in het zand graaft. De lichaamslengte bedraagt maximaal 88 centimeter en het lichaamsgewicht kan oplopen tot drie kilo.

## Leefwijze
Het voedsel van deze nachtactieve, gravende aal bestaat voornamelijk uit kleine bodemvissen en kreeftachtigen, die hij waarschijnlijk op de geur vindt.

## Verspreiding en leefgebied
Deze soort komt voor in de Indische Oceaan en de Grote Oceaan in lagunes, zandbanken en koraalriffen.